# Меча
Меча је насељено мјесто у општини Берковићи, у Републици Српској, Босна и Херцеговина. Према попису становништва из 1991. у насељу је живјело 88 становника.

## Становништво
| Националност       | 1991. | 1981. | 1971. | 1961. |
| Срби               | 84    | 131   | 147   | 149   |
| Југословени        | 4     | 1     |       |       |
| Хрвати             |       |       |       | 3     |
| Црногорци          |       | 1     | 1     |       |
| остали и непознато |       | 1     |       |       |
| Укупно             | 88    | 134   | 148   | 152   |

| Демографија | Демографија | Демографија |
| Година      | Становника  | Становника  |
| ----------- | ----------- | ----------- |
| 1948.       | 310         |             |
| 1953.       | 141         |             |
| 1961.       | 152         |             |
| 1971.       | 148         |             |
| 1981.       | 134         |             |
| 1991.       | 88          |             |

## Знамените личности
- Милан Бјелица, генерал-мајор и замјеник начелника Генералштаба Војске Србије